# Бродвејска мелодија
Бродвејска мелодија (енгл. The Broadway Melody) је амерички филмски мјузикл из 1929. године и први је звучни филм који је освојио Оскара за најбољи филм. Један је од првих мјузикла који је садржао Техниколор секвенцу, што је покренуло тренд употребе боја у налету мјузикла који ће се појавити на екранима 1929–1930. Данас, Техниколор секвенца сачувана је само као црно-бела. Филм је био први мјузикл који је објавио Metro-Goldwyn-Mayer и био је први потпуно звучни холивудски мјузикл.
Сценарио су написали Норман Хјустон и Џејмс Глисон према причи Едмунда Гулдинга, а режирао га је Хари Бомонт. Оригиналну музику написали су Артур Фрид и Насио Херб Браун, укључујући и популарни хит „You Were Meant for Me”. Класик Џорџа М. Кохана „Give My Regards to Broadway” користи се уз уводне кадрове Њујорка, у свом филмском дебију. Беси Лав је била номинована за Оскара за најбољу глумицу за своју улогу.

## Радња
Еди Кернс пева „Бродвејску мелодију” и говори неким девојкама из хора да је довео водвиљ сестара Махони у Њујорк да је изведу са њим у најновијој ревији коју ће продуцирати Френсис Занфилд. Харијет „Хенк” Махони и њена сестра Квини Махони чекају Едија да дође у њихов стан. Хенк, старија сестра, поноси се својим смислом за посао и талентом, док је Квини хваљена због своје лепоте. Хенк је уверена да ће успети, док Квини мало мање жели да стави све на коцку како би постале звезде. Хенк одбија понуду њиховог ујака Џеда да се придружи 30-недељној путујућој представи, али пристаје да размисли.
Еди, који је верен за Хенк, стиже и види Квини први пут од када је била девојчица и одмах је опчињен. Каже им да дођу на пробу за Занфилдову ревију да представе свој чин. Једна плесачица саботира њихов наступ стављајући торбу у клавир, након чега се сукоби са Хенк. Занфилда њих две не занимају, али каже да би му Квини могла бити од користи, а она га моли да и Хенк да део, рекавши да ће обе радити за једну плату. Она га такође убеђује да се претвара да су га Хенкине пословне вештине освојиле. Еди чује овај разговор и постаје још више заљубљен у Квини због њене оданости својој сестри. Током генералне пробе за ревију, Занфилд каже да је темпо „Бродвејске мелодије” преспор и одбацује Хенк и Квини из нумере.
У међувремену, једна жена је повређена након што је пала са реквизита, а Квини је изабрана да је замени. Скоро сви су очарани Квини, посебно озлоглашени плејбој Жак „Џок” Воринер. Док Џок почиње да се удвара Квини, Хенк је узнемирена што Квини свој успех гради на свом изгледу, а не на таленту.
Током наредних недеља, Квини проводи много времена са Џоком, што Хенк и Еди не одобравају. Забрањују јој да га виђа, што резултује тиме да их Квини одбаци од себе и поквари однос између сестара. Квини је само са Џоком да би се изборила са својим растућим осећањима према Едију, али Хенк мисли да се намешта да буде повређена. На крају, Еди и Квини признају љубав једно другом, али Квини, не желећи да сломи срце своје сестре, поново бежи код Џока.
Након што је била сведок Квининог жестоког испада према Едију и његове разорене реакције на то, Хенк коначно схвата да су заљубљени. Она грди Едија што је пустио Квини да побегне и говори му да крене за њом. Хенк тврди да га никада није волела и да га је користила само да би унапредила своју каријеру. Након што је отишао, Хенк се сломи, након чега се смеје и јеца. Она се довољно сабере да позове ујка Џеда и прихвати посао у његовој 30-недељној представи.
У стану који је Џок недавно купио за Квини одржава се забава, али он инсистира да њих двоје проводу неко време сами. Када се она одупре његовом набацивању, он каже да је то најмање што би могла да учини након свега што је учинио за њу. Почиње да буде грубљи, али Еди упада и покушава да се бори са Џоком, који га једним ударцем избацује кроз врата. Квини трчи до Едија и оставља Џока и забаву иза себе.
Нешто касније, Хенк и ујак Џед чекају повратак Квини и Едија са њиховог меденог месеца. Однос између сестара се поправља, али постоји очигледна нелагодност између Хенк и Едија. Квини објављује да је завршила са шоу бизнисом и да ће се настанити у њиховој новој кући на Лонг Ајленду. Она инсистира да Хенк живи са њима када се њен посао заврши. Након што Хенк оде са новом партнерком и ујаком Џедом, Квини се жали што није могла да помогне својој сестри да пронађе срећу коју заслужује. Иронично, Хенкина нова партнерка је плесачица која је покушала да саботира њихов чин када су први пут стигле у Њујорк. Последња сцена приказује Хенк на путу до железничке станице. Она обећава својој новој партнерки да ће се вратити на Бродвеј за шест месеци.

## Улоге
| Глумац       | Улога                 |
| ------------ | --------------------- |
| Анита Пејџ   | Квини Махони          |
| Беси Лав     | Харијет „Хенк” Махони |
| Чарлс Кинг   | Еди Кернс             |
| Џед Проути   | ујак Џед              |
| Кенет Томсон | Жак „Џок” Воринер     |
| Едвард Дилон | менаџер сцене         |
| Мери Доран   | Фло                   |
| Еди Кејн     | Френсис Занфилд       |

## Музичке нумере
Музику је компоновао Насио Херб Браун, по тексту Артура Фрида.
- „Broadway Melody”
- „Love Boat”
- „You Were Meant for Me”
- „Wedding of the Painted Doll”
- „Boy Friend”
- „Truthful Deacon Brown” – музика и текст Виларда Робисона
- „Lovely Lady”

## Продукција
Како ово није био само један од првих направљених звучних филмова, већ и један од првих звучних мјузикала, продукција је покушавала, уз доста грешака, да научи како правилно снимити звук. Након што би се виделе навале, сетови би се често мењали да би се побољшао квалитет снимања, а сцене би се поново снимале, што је резултирало дугим данима за глумце и укупним дугим распоредом снимања. Било је потребно више од три сата да се сними кратка сцена Беси Лав која свира укулеле. За раније снимке, комплетан оркестар је био ван камере, али, за касније снимке, глумци су певали и плесали уз унапред снимљену музику.
Произведена је и нема верзија филма, пошто је у то време још увек било много биоскопа без звучне опреме. Филм је садржао музичку секвенцу за „The Wedding of the Painted Doll” која је представљена у раној двобојној техници (црвени и зелени филтери). Боја је брзо постала повезана са музичким жанром, а 1929. и 1930. године објављена су бројна остварења која су или садржавала секвенце у боји или су биле снимљене у потпуности у боји; неки од ових филмова су Нека представа започне (1929), Бродвејске копачице злата (1929), Сали (1929), Живот забаве (1930), између осталих. Снимак у боји је сачуван.

## Пријем и наслеђе
Филм је постигао значајан успех и остварио је профит од 1,6 милиона долара за студио. Ово је био филм са највећом зарадом 1929. године и освојио је Оскара за најбољи филм.
Критике критичара у време објављивања филма су биле углавном позитивне. Часопис Variety је написао да „има све што неми филм треба да има ван свог дијалога. Основну причу са неким смислом, акцију, одличну режију, смех, сузе, неколико сјајних изведби и доста секса”. „Има све”, сложио се Film Daily. „Сигурно ће остварити профит и привући публику свуда.”
„Овај филм је сјајан. Револуционисаће звучне филмове”, написао је Едвин Шалерт за Motion Picture News. „Режија је невероватан показатељ шта се може учинити у новом медију.”
Мордонт Хол из новина The New York Times написао је мешовиту рецензију, назвавши филм „прилично паметно режираном” иако „донекле очигледним”, са осећањем „сувише великодушно сервираним у већини секвенци”. Хол је Кингов наступ назвао „живим”, али је о Анити Пејџ написао: „Њена глума, посебно њен глас, не побољшава њену личност. Ипак, мора се признати да постоје девојке које причају као да су створене за екран. Госпођице Пејџ, међутим, не успева да остави утисак спонтаности, јер она радије рецитује него изговара своје реплике.”
Џон Мошер из The New Yorker-а је написао: „Сценска позадина омогућава једну или две музичке интерполације, и никоме није више драго од нас што говорници на шармантан начин успевају у веома пријатном балету. Због тога ћемо покушати да заборавимо дијалог драме, и да је Џејмс Глисон икада желео да припише било какву заслугу за њу.”
Историјски гледано, Бродвејска мелодија се често сматра првим комплетним примером холивудског мјузикла. Иако је филм виђен као иновација у своје време и помогао је да се уведе концепт и структура мјузикл филмова, савремени критичари су филм сматрали клишеом и претерано мелодраматичним. Тренутно има рејтинг одобравања од 42% на сајту Rotten Tomatoes на основу 26 рецензија, са пондерисаним просеком од 5,3/10. Консензус сајта је да је филм „занимљив као пример раног холивудског мјузикла, али иначе је у суштини лишен привлачности за модерну публику”. Оцењујући филм 2009. Џејмс Берардинели је написао: „Бродвејска мелодија није издржала тест времена на начин на који су то чинили многи њени уметнички савременици. Неки од њених недостатака могу се приписати начинима на које је жанр преобликован и унапређен током година, али неки су резултат потврђеног уверења студија да би гледаоци били спремни да игноришу лошу глуму и спору режију како би искусили певање, играње и разговоре на платну.”

## Награде и признања
На 2. додели Оскара, Бродвејска мелодија победила је у категорији за најбољи филм. Хари Бомонт је био номинован за најбољу режију (изгубио од Френка Лојда за Божанствену даму), а Беси Лав је била номинована за најбољу глумицу (изгубила од Мери Пикфорд за Кокету). Пре церемоније 1930. године нису биле објављиване номинације. Претпоставља се да су Лавова и Бомонт били у разматрању и да их је као такве навела Академија филмских уметности и наука.

## Наставци
Студио је касније снимио још три филма са сличним насловима, Бродвејска мелодија из 1936, Бродвејска мелодија 1938 и Бродвејска мелодија 1940. Иако нису директни наставци у традиционалном смислу, сви су имали исту основну премису групе људи који су правили представу (у филмовима су се такође понављали чланови глумачке екипе који су играли различите улоге, пре свега плесачица Еленор Пауел која се појавила у сва три).
Римејк овог филма је 1940. издат под називом Две девојке на Бродвеју. Још један филм Бродвејска мелодија планиран је за 1943. (глумили би Џин Кели и Еленор Пауел), али је продукција отказана када је Кели одлучио да сними филм Девојка са насловнице (1944). Бродвејски ритам, мјузикл MGM-а из 1944. године, првобитно је требало да носи назив Бродвејска мелодија 1944.

## Кућни медији
Године 2005, филм је објављен на DVD-у за регион 1 специјалног издања од стране студија Warner Bros. Такође је укључен у издање од 18 дискова Колекција Оскара за најбољи филм, које је такође издао Warner Bros.